# Lebertumor

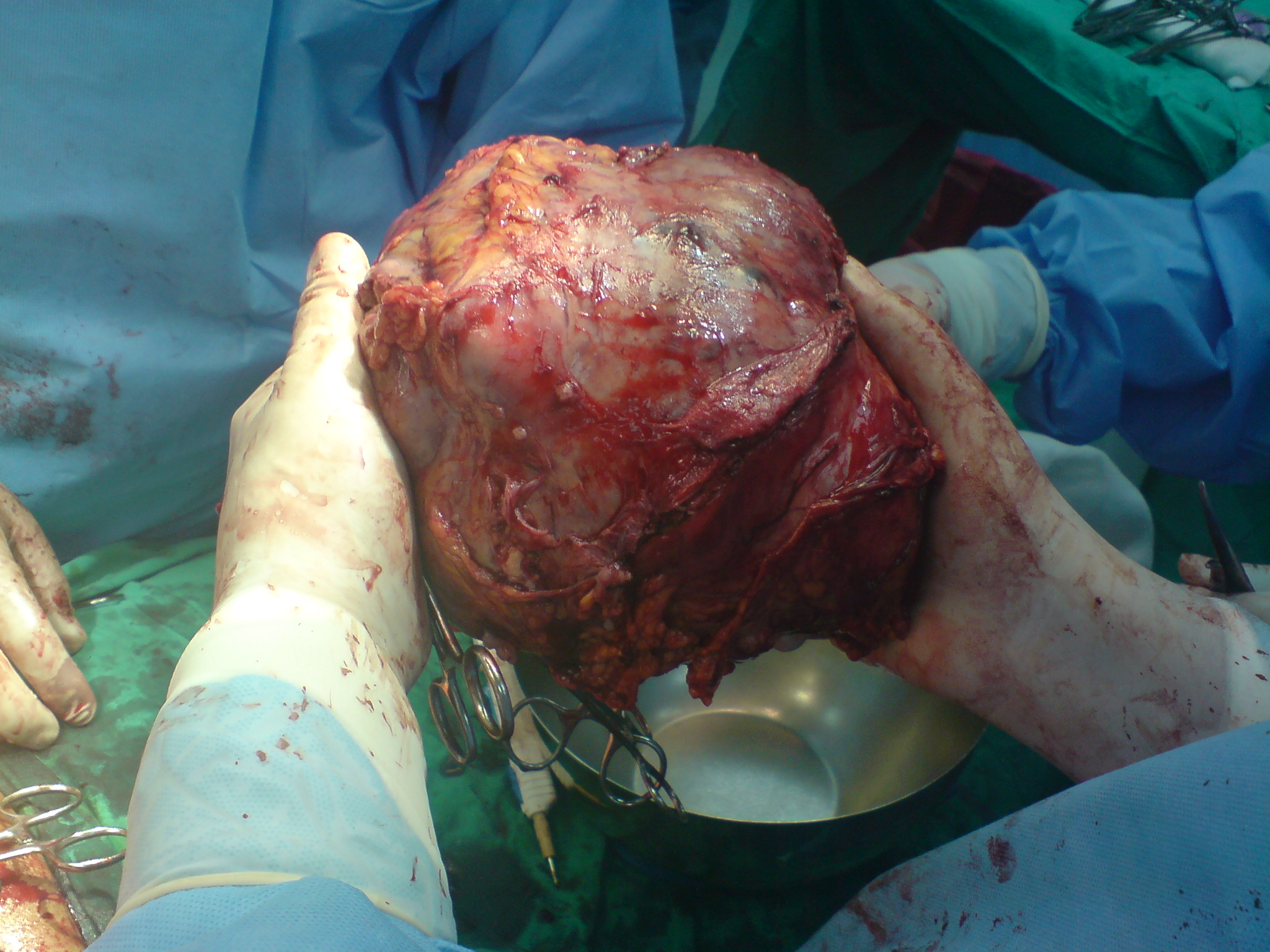
Großer Lebertumor im linken Lappen eines 50 Jahre alten Mannes, operiert in Saudi-Arabien

Lebertumoren sind Tumoren, die in oder auf der Leber liegen. In der Leber können verschiedene Typen von Tumoren entstehen, da die Leber aus verschiedenen Zelltypen aufgebaut ist. Tumoren der Leber können gutartig oder bösartig sein. Sie können durch medizinische Bildgebung wie Sonographie oder CT entdeckt werden, oft als Zufallsbefund. Außerdem können sie durch ihre Größe (Hepatomegalie), durch Bauchschmerzen oder durch Gelbsucht und andere Leberfehlfunktionen auffallen.

## Klassifikation
Lebertumoren werden primär in gutartige und bösartige Tumoren eingeteilt.

### Benigne (gutartig)
Es gibt verschiedene gutartige Lebertumoren:
Hämangiome: Dies sind die häufigsten gutartigen Lebertumoren. Sie werden bei bis zu 7 % der Autopsien gefunden. Sie gehen von Blutgefäßen aus, bleiben meist symptomlos und müssen nicht behandelt werden. Manchmal kommt es zu Blutungen, dann müssen sie entfernt werden. Ein seltener Tumor ist das infantile Hämangioendotheliom.
Leberadenome, auch Leberzelladenome (LZA): Diese gutartigen epitheloiden Lebertumoren entwickeln sich in der Leber und kommen ebenfalls selten vor. Sie werden vor allem bei Frauen gefunden, die Östrogene als Kontrazeptiva verwenden, oder bei Missbrauch von Steroiden. Sie befinden sich in den meisten Fällen solitär im rechten Leberlappen. Ihre Größe variiert zwischen einem und 30 cm. Ihre Symptome beruhen alle auf großen Läsionen, die zu starken abdominellen Schmerzen führen können. In den letzten Jahrzehnten gab es eine Zunahme dieser Adenome. Über die Prognose dieser Tumoren ist noch nicht viel bekannt, allerdings gibt es Vermutungen über mögliche maligne Entartungen. Spontane Blutungen oder Rupturen machen eine chirurgische Intervention erforderlich, i. d. R. wird eine Leberteilresektion durchgeführt.
Fokale noduläre Hyperplasie (FNH): zweithäufigster gutartiger Tumor der Leber. Er wird bei Frauen etwas häufiger als bei Männern gefunden, oft als Zufallsbefund bei Operationen. Der Tumor hat keine Blutungsneigung, eine Operationsindikation wird meist nur bei mechanischen Problemen wie Abdrückung von Gallen- oder Blutgefäßen gestellt. Die Entstehungsursache ist unklar, diskutiert werden Veränderungen im intrahepatischen arteriovenösen System.
Noduläre regenerative Hyperplasie (NRH): Eine diffuse oder herdförmige knotige Veränderung der Leber bei gewahrter Portalfeldarchitektur. Die Ursache ist nicht genau bekannt, als Auslöser werden langdauernde Einnahme von Steroiden, Diabetes mellitus, oder chronische Entzündungen wie Hepatitis vermutet.
Gallengangsadenome: Es handelt sich um Zystadenome, die von kubischem Epithel der Gallengänge ausgehen. Sie bestehen aus zahlreichen schleimgefüllten, mit Epithel ausgekleideten Zysten. Es besteht eine Tendenz zur malignen Entartung.

### Maligne (bösartig)
Diese Tumoren werden üblicherweise als Leberkrebs bezeichnet.
In den meisten Fällen sind Leberkarzinome Metastasen anderer Tumoren, am häufigsten aus dem Magen-Darm-Trakt, hier ist insbesondere das kolorektale Karzinom zu nennen, manchmal Karzinoide hauptsächlich aus der Appendix, aber auch Mamma-Karzinome, Ovar-Karzinome, Lungen-Karzinome, Nieren-Karzinome, Prostata-Karzinome, und andere.
Das häufigste primäre (in der Leber selbst entstandene) Leberkarzinom ist das hepatozelluläre Karzinom, kurz als HCC bezeichnet. Es macht etwa 90 % der primären Lebertumoren aus.
Seltenere Primärtumoren sind das Gallengangskarzinom, Zystadenokarzinome, Tumoren des mesenchymalen Gewebes wie das Angiosarkom, und das Hepatoblastom, ein seltener maligner Tumor bei Kindern.